# بيلي فيندلاي
بيلي فيندلاي (بالإنجليزية: Billy Findlay)‏ هو لاعب كرة قدم بريطاني، ولد في 29 أغسطس 1970 في كيلمارنوك ‏ في المملكة المتحدة. شارك مع منتخب اسكتلندا تحت 21 سنة لكرة القدم. أما مع النوادي، فقد لعب مع كوين أوف ساوث ونادي آير يونايتد ونادي كيلمارنوك ونادي هيبرنيان.

## وصلات خارجية
- بيلي فيندلاي على موقع Soccerbase.com (لاعب) (الإنجليزية)